# Jabloň lesní
Jabloň lesní (Malus sylvestris) je malý strom, případně větší keř z čeledi růžovitých, původní v české květeně.

## Popis
Vzrůstově zpravidla nepřesahuje výšku 10 metrů. Hustě rozvětvená koruna začíná již nízko nad zemí nad často nepravidelným sešikmeným kmenem. Kořeny se rozprostírají až 10 metrů od kmene. Mladé větvičky bývají kolcovitě zakončené. Borka je šedohnědá, šupinatá. Listy vroubkované, široce oválné, na vrchní straně tmavěji zelené a matné, na spodní straně spíše světlejší a lesklé, téměř bez trichomů (kulturní jabloně zde bývají hustě "osrstěné"). Listy se před opadáním barví do žluta. Květy jsou velmi podobné květům kulturních jabloní – s tím rozdílem, že korunní plátky jsou užší a z vnější strany s červenavým nádechem; češule je na rozdíl od jabloně domácích lysá. Květy vydávají silnou líbeznou vůni. Plodem jsou žluté nebo nazelenalé kulovité malvice – jablka o průměru zhruba 2–4 cm.

## Rozšíření a výskyt
Světlomilný a mírně teplomilný druh, vyhledávající čerstvě vlhké, středně úživné půdy. Vyskytuje se roztroušeně v listnatých lesích, jako jsou tvrdé luhy, dubohabřiny, teplomilné doubravy a suťové lesy, a především v jejich pláštích, také na křovinatých stráních a remízcích. V ČR se vyskytuje roztroušeně až vzácně v termofytiku a mezofytiku, nejvíce v kolinním a suprakolinním stupni (pahorkatiny). V české květeně patří mezi ohrožené taxony (kategorie C3); ohrožujícím faktorem je kromě úbytku vhodných biotopů též hybridizace se zplaňující jabloní domácí (Malus domestica). Celkový areál rozšíření zahrnuje většinu Evropy až po Ural a Kavkaz.

## Využití
Je archeologicky doloženo, že plody sbírali a jedli lidé už v předhistorické době. Jabloň lesní se svými geny částečně podílela na vyšlechtění některých odrůd kulturních jabloní.